# Nyctophilus sherrini
Nyctophilus sherrini är en fladdermus i familjen läderlappar som förekommer på Tasmanien. Populationen listades en längre tid som underart till Nyctophilus timoriensis och sedan en revision från 2009 godkänns den som art.
Artepitetet i det vetenskapliga namnet hedrar William Robert Sherrin som var aktiv vid British Museum of Natural History.

## Utseende
Denna fladdermus blir 51 till 52 mm lång (huvud och bål), har en 35 till 37 mm lång svans och väger 10 till 19 g. Underarmarna är 44 till 48 mm långa och öronen är 26 till 29 mm stora. Liksom andra läderlappar saknar arten ett riktigt näsbihang (bladet) men den har två mindre hudveck vid näsborrarna, en ovanför och en nedanför. Varje hudveck har en klaff i mitten. Djurets ovansida är täckt av mörkbrun päls och undersidans päls är ljusbrun. Färgen för öronen och flygmembranen är mörkbrun. På insidan av de avrundade öronen förekommer flera vågräta veck. En hudremsa sammanlänkar öronen på hjässan. I motsats till några andra släktmedlemmar är de nedre molarerna inte förminskade.

## Utbredning
Arten lever på nästan hela Tasmanien med undantag av öns sydvästra delar. Den hittas i låglandet och i kulliga områden upp till 750 meter över havet. Nyctophilus sherrini vistas i skogar med träd av släktet Eucalyptus och i buskskogar. Den undviker jordbruksmark, trädgårdar och andra områden som förändrades av människor. Ibland besöks träskmarker.

## Ekologi
Nyctophilus sherrini jagar på natten efter insekter som den plockar från växtdelar eller från marken. Den har bra förmåga att styra flyget och ändra riktning i den täta undervegetationen. Individerna vilar på dagen i trädens håligheter, under lösa barkskivor eller i grenarnas klaff. Ett exemplar upptäcktes i en stuga.
Hannar vilar ensam eller i mindre grupper och honor likaså utanför fortplantningstiden. För ungarnas födelse som sker mellan december och februari bilar dräktiga honor egna kolonier som kan ha upp till 48 medlemmar. De flesta honor besöker varje år samma område för ungarnas födelse. Efter parningen förvarar honan hannens sädesvätska några veckor i könstrakten innan äggen befruktas. Per kull föds en eller två ungar.

## Bevarandestatus
Flera träd med hålor som Nyctophilus sherrini behöver som viloplats fälls i samband med skogsbruk eller när jordbruksmark etableras. Det befaras att klimatförändringar kan medföra större bränder och orkaner. En studie från 2011 uppskattade en population med 10 000 vuxna exemplar. Enligt avhandlingen minskade hela beståndet under de gångna 17 åren (tre generationer, räknad från 2011) med 10 procent. IUCN listar arten som sårbar (VU).